# Austin Pendleton
Austin Campbell Pendleton (Warren (Ohio), 27 maart 1940) is een Amerikaans (theater)acteur, regisseur en schrijver.
Hij speelde mee in meer dan 100 producties (film en tv) en was daarbij te zien in vele theaterstukken. In 1962 debuteerde hij in de Off-Broadwayproductie Oh Dad, Poor Dad, Mama's Hung You in the Closet and I'm Feeling So Sad. Ook speelde hij mee in Broadway-stukken als The Diary of Anne Frank en Fiddler on the Roof. 
Interessante filmrollen speelde Pendleton onder meer in Catch-22, What's Up, Doc?, Simon, Guarding Tess en Christmas with the Kranks. Gastrollen speelde hij onder meer in Good Times, St. Elsewhere, Miami Vice en The Cosby Show.
Sinds 1970 is Pendleton getrouwd met Katina Commings; ze hebben één kind.

## Filmografie
- Petulia (1968) - Stagiaire (Niet op aftiteling)
- Skidoo (1968) - Fred, de professor
- Catch-22 (1970) - Luitenant-kolonel Moodus (Generaal Dreedles schoonzoon)
- George M! (televisiefilm, 1970) - Stage Manager
- What's Up, Doc? (1972) - Frederick Larrabee
- Every Little Crook and Nanny (1972) - Luther
- The Thief Who Came to Dinner (1973) - Zukovsky
- Love, American Style televisieserie - Rol onbekend (Afl., Love and the Caller, 1972|Love and the Pretty Secretary, 1973)
- June Moon (televisiefilm, 1974) - Bennie
- Good Times televisieserie - Donald Hargrove (Afl., The I.Q. Test, 1974)
- The Front Page (1974) - Earl Williams
- Diary of the Dead (1976) - Dr. Klein
- The Last of the Cowboys (1977) - Guido
- The Muppet Movie (1979) - Max
- Starting Over (1979) - Paul
- Simon (1980) - Dr. Carl Becker
- One Life to Live televisieserie - Rol onbekend (Afl. onbekend, jaren 80)
- First Family (1980) - Dr. Alexander Grade
- Great Performances televisieserie - White Rabbit (Afl., Alice in Wonderland, 1983)
- Talk to Me (1984) - Richard Patterson
- St. Elsewhere televisieserie - Mr. Entertainment/Bob Moran (Afl., Under Pressure, 1983|Vanity, 1984)
- My Man Adam (1985) - Mr. Greenhut
- Miami Vice televisieserie - Max Rogo (Afl., Yankee Dollar, 1986)
- Off Beat (1986) - Verkoper wapenwinkel
- Short Circuit (1986) - Howard Marner
- Leg Work televisieserie - Harold Rodman (Afl., The Best Couple I Know, 1987)
- Hello Again (1987) - Junior Lacey
- Spenser: For Hire televisieserie - De professor (Afl., The Big Fight, 1988)
- The Equalizer televisieserie - Jonah (Afl., Nightscape, 1986|Solo, 1987|The Sins of Our Fathers, 1989)
- The Cosby Show televisieserie - Mr. Kensington (Afl., Mrs. Huxtable Goes to Kindergarten, 1989)
- B.L. Stryker televisieserie - Rol onbekend (Afl., Blind Chess, 1989)
- Anything But Love televisieserie - Max Templeton (Afl., Mr. Mom, 1990)
- Mr. & Mrs. Bridge (1990) - Mr. Gadbury
- The Ballad of the Sad Cafe (1991) - Advocaat Taylor
- True Identity (1991) - Regisseur van Othello (Niet op aftiteling)
- Lethal Innocence (Televisiefilm, 1991) - Paul Kent
- Do You Like Women? (1992) - Rol onbekend
- My Cousin Vinny (1992) - John Gibbons
- Murder, She Wrote televisieserie - Barney Gunderson (Afl., Angel of Death, 1992)
- Rain Without Thunder (1992) - Katholieke priester
- Charlie's Ear (1992) - Harold Blodgett
- Four Eyes and Six-Guns (Televisiefilm, 1992) - Rol onbekend
- My Boyfriend's Back (1993) - Dr. Bronson
- Searching for Bobby Fischer (1993) - Asa Hoffman
- Mr. Nanny (1993) - Alex Mason, Sr.
- Greedy (1994) - Hotelbediende
- Guarding Tess (1994) - Earl Fowler
- The Cosby Mysteries televisieserie - Maynard Caldwell (Afl., One Day at a Time, 1994)
- Don't Drink the Water (televisiefilm, 1994) - Chef Oscar
- Long Island Fever (televisiefilm, 1995) - Dr. Motts
- The Fifteen Minute Hamlet (1995) - Hamlet
- Tales from the Crypt Televisieserie - Orloff (Afl., Doctor of Horror, 1995)
- New York News Televisieserie - Rol onbekend (Afl., Cost of Living, 1995)
- Home for the Holidays (1995) - Peter Arnold
- Too Much (1995) - Dr. Huffeyer
- Sgt. Bilko (1996) - Majoor Ebersole
- 2 Days in the Valley (1996) - Ralph Crupi
- The Proprietor (1996) - Willy Kunst
- The Associate (1996) - Aesop
- The Mirror Has Two Faces (1996) - Barry
- The Fanatics (1997) - Eugene Cleft
- A River Made to Drown In (1997) - Billy
- Frasier televisieserie - Dr. Dorfman (Afl., Three Days of the Condo, 1997)
- The Practice televisieserie - Sam Feldberg (Afl., Part VI, 1997)
- Fired Up televisieserie - Bobby H. (Afl., The Next Day, 1997)
- Trial and Error (1997) - Rechter Paul Z. Graff
- Sue (1997) - Bob
- Amistad (1997) - Prof. Gibbs
- Tracey Takes On... televisieserie - Professor Kenneth Hawkins (Afl., Age, 1998)
- Charlie Hoboken (1998) - Harry Cedars
- Brokendown Love Story (1999) - Lucky
- Skirty Winner (1999) - François Truffaut
- The 4th Floor (1999) - Albert Collins
- Joe the King (1999) - Winston
- Homicide: Life on the Street televisieserie - Dr. George Griscom (11 afl., 1998-1999)
- Men of Means (1999) - Jerry Trask
- Clowns (2000) - Dean
- The Summer of My Deflowering (2000) - Rol onbekend (Segment 'Angela')
- Angela (2000) - Rol onbekend
- Homicide: The Movie (televisiefilm, 2000) - Dr. George Griscom, C.M.E.
- Broke Even (2000) - Archie
- The Acting Class (2000) - Bobby Austin
- The West Wing televisieserie - Barry Haskell (Afl., Lies, Damn Lies and Statistics, 2000)
- Fast Food Fast Women (2000) - George
- Queenie in Love (2001) - Alvin
- The Education of Max Bickford televisieserie - Harry (Afl., It's Not the Wrapping, It's the Candy, 2001)
- 100 Centre Street Televisieserie - Rol onbekend (Afl., Let's Make a Night of It, 2001)
- A Beautiful Mind (2001) - Thomas King
- Oz televisieserie - William Giles (11 afl., 1998-2002)
- 100 Centre Street televisieserie - Al Cox (Afl., Babies, 2002)
- Wishcraft (2002) - Mr. Turner
- Manna from Heaven (2002) - Two-Digit Doyle
- Touched by an Angel televisieserie - Mr. Piltdown (Afl., The Christmas Watch, 2002)
- Finding Nemo (2003) - Gurgle (Stem)
- Uptown Girls (2003) - Mr. McConkey
- Sick in the Head (televisiefilm, 2003) - Rol onbekend
- Law & Order: Special Victims Unit televisieserie - Horace Gorman (Afl., Control, 2003)
- Piccadilly Jim (2005) - Peter Pett
- Strip Search (televisiefilm, 2004) - James Perley
- Law & Order: Criminal Intent televisieserie - John Manotti (Afl., Inert Dwarf, 2004)
- Christmas with the Kranks (2004) - Umbrella Santa/Marty
- Joan of Arcadia televisieserie - Dietriech Steinholz (Afl., Secret Service, 2005)
- The Civilization of Maxwell Bright (2005) - Jaurice
- The Notorious Betty Page (2005) - Leraar
- Dirty Work (2006) - Julian
- Raising Flagg (2006) - Gus Falk
- 5-25-77 (2007) - Herb Lightman
- Lovely by Surprise (2007) - Jackson
- Wanderland (2018) - Raphael

- Bibliothèque nationale de France: cb140562869 (data)
- Gemeinsame Normdatei: 1100174818
- International Standard Name Identifier: 0000 0000 3100 8321
- Library of Congress Control Number: n94090920
- MusicBrainz: f38e334f-6fb3-41d2-bb4f-2bb29ac9b404
- Nationale Bibliotheek van Israël: 987007458886105171
- Nationale Bibliotheek van Polen: a0000001605525
- Nederlandse Thesaurus van Auteursnamen: 264446607
- SNAC: w6b001xf
- Système universitaire de documentation: 079179193
- Virtual International Authority File: 36150222
- WorldCat: E39PBJhGXf6KPPR7whm3BffTHC